# Bothrochilus boa
Bothrochilus boa là một loài trăn trong họ Pythonidae. Loài này được Schlegel mô tả khoa học đầu tiên năm 1837. B. boa được tìm thấy trên các đảo thuộc quần đảo Bismarck, là loài đặc hữu của Papua New Guinea. Tên thường gọi trong tiếng Anh là Bismarck ringed python (trăn vòng Bismarck).

## Hình ảnh

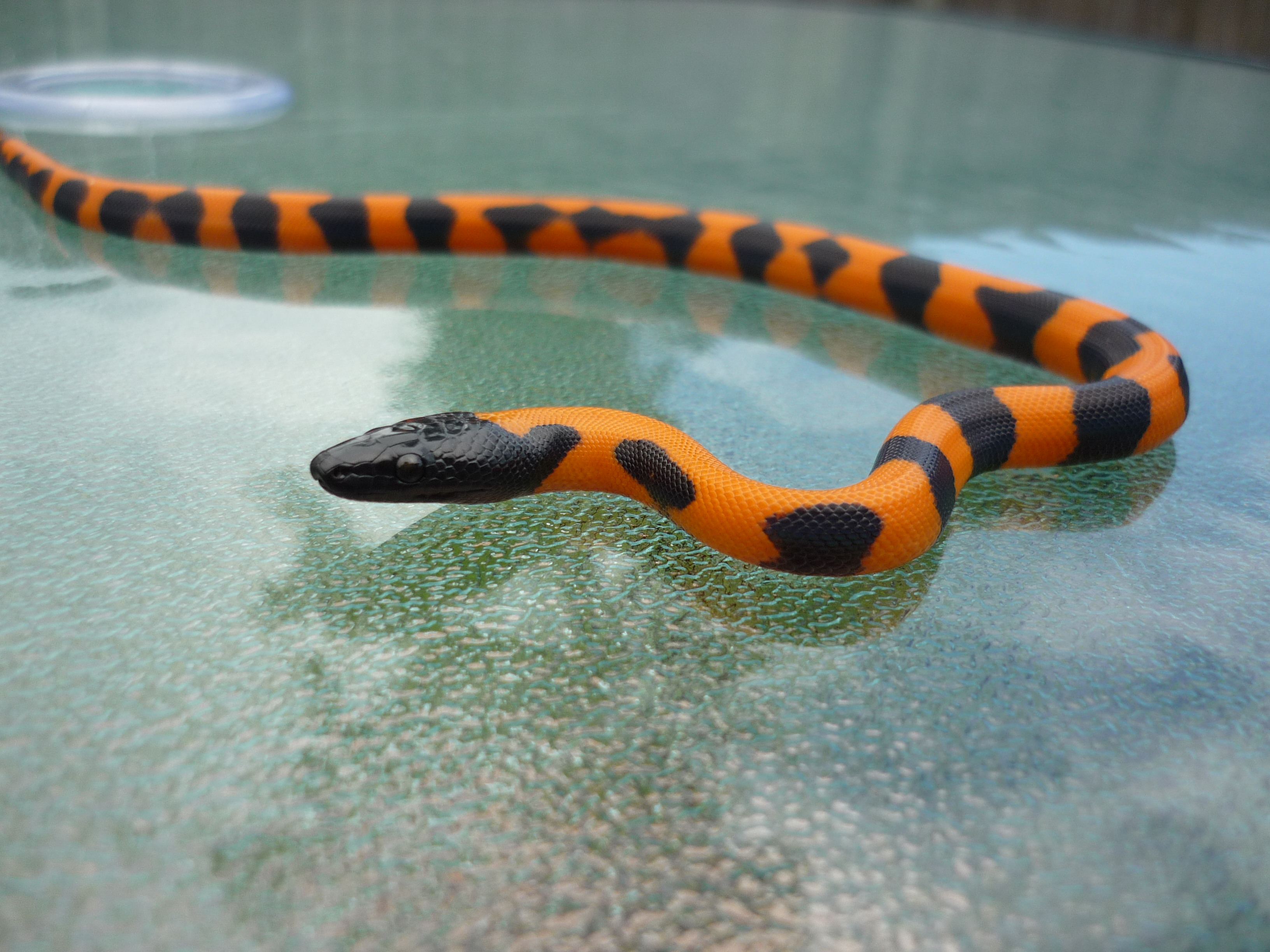

## Đặc điểm
Loài này dài khoảng 150 cm đến 180 cm. Nó có màu đen và sọc màu da cam xen kẽ khi chưa trưởng thành, sau đó các phần cam phai theo thời gian và khi trưởng thành có thể trở thành gần như đen hoàn toàn đen. Chúng sống trong rừng nhiệt đới và cũng có mặt trong khu vực canh tác. Đây là những động vật sống về đêm, săn các loài gặm nhấm nhỏ và đôi khi là thằn lằn nhỏ. Đây là loài đẻ trứng và đẻ tới một chục trứng.